# Megabahita gigantea
Megabahita gigantea är en insektsart som beskrevs av Rauno E. Linnavuori och Delong 1978. Megabahita gigantea ingår i släktet Megabahita och familjen dvärgstritar. Inga underarter finns listade i Catalogue of Life.